# Natsume Sōseki
En aquest nom japonès, el cognom és Natsume.
Natsume Sōseki (japonès: 夏目漱石)  (Kikuichō, 9 de febrer de 1867 - Waseda-Minamichō, 9 de desembre de 1916) fou un escriptor japonès. El seu nom real era Natsume Kinnosuke (夏目 金之助) i va néixer a Edo, a l'actual Tòquio. Era el fill d'una família de samurais emprobrits i per aquest motiu fou donat en adopció als dos anys a un dels servents de la família. El 1900 una beca del govern japonès li va permetre fer una estada d'estudis a la Gran Bretanya, on es va estar dos anys. Retornat al Japó es va dedicar a l'escriptura com a novel·lista i poeta. Les seves obres marquen l'inici de la literatura japonesa contemporània i l'han convertit en un clàssic que ha influenciat a molts escriptors japonesos posteriors: Yasunari Kawabata, Junichiro Tanizaki o Yukio Mishima, així com ser el referent de Haruki Murakami.

## Biografia
Natsume Kinnosuke va néixer el 9 de febrer de 1867 a la ciutat de Babashita, Ushigome, Edo (actualment Kikui, Shinjuku, Tòquio), el cinquè fill del cap de poble (nanushi) Natsume Kohē Naokatsu i la seva dona Chie. El seu pare, un nanushi poderós i ric, posseïa totes les terres des d'Ushigome fins a Takadanobaba a Edo i gestionava la majoria de les demandes civils a la seva porta. Era descendent de Natsume Yoshinobu, un samurai del període Sengoku i servidor de Tokugawa Ieyasu. Sōseki va començar la seva vida com un fill no desitjat, nascut de la seva mare a finals de la seva vida, amb quaranta anys i el seu pare, llavors, cinquanta-tres. Quan va néixer, ja tenia cinc germans. Tenir cinc fills i un nen petit havia creat inseguretat familiar i, en certa manera, va ser una desgràcia per a la família Natsume. Una parella sense fills, Shiobara Masanosuke i la seva dona, el van adoptar el 1868 i el van criar fins als nou anys, quan la parella es va divorciar.
Sōseki va assistir a la Primera Escola Secundària de Tòquio (ara Institut Hibiya), on es va enamorar profundament de la literatura xinesa i va imaginar que algun dia podria convertir-se en escriptor. El seu desig de convertir-se en autor va sorgir quan tenia uns quinze anys, quan va parlar al seu germà gran sobre el seu interès per la literatura. Tanmateix, la seva família desaprovava fermament aquest curs d'acció, i quan Sōseki va entrar a la Universitat Imperial de Tòquio el setembre de 1884, va ser amb la intenció de convertir-se en arquitecte. Tot i que preferia els clàssics xinesos, va començar a estudiar anglès en aquell moment, ja que sentia que li podria ser útil en la seva futura carrera, ja que l'anglès era una necessitat a la universitat japonesa.
El 1887, Sōseki va conèixer Masaoka Shiki, un amic que el va animar en el camí cap a convertir-se en escriptor, que finalment seria la seva carrera. Shiki el va ensenyar l'art de compondre haiku. A partir d'aquest moment, va començar a signar els seus poemes amb l'epítet Sōseki, una expressió xinesa que significa "tossut". El 1890, va ingressar al departament de Literatura Anglesa i va dominar ràpidament l'anglès. El 1891 va fer una traducció parcial a l'anglès de l'obra clàssica Hōjōki a petició del seu professor de literatura anglesa, James Main Dixon. Sōseki es va graduar el 1893 i es va matricular durant un temps com a estudiant de postgrau i professor a temps parcial a l'Escola Normal de Tòquio.
El 1895, Sōseki va començar a ensenyar a l'escola secundària Matsuyama de Shikoku, que més tard es va convertir en l'escenari de la seva novel·la Botchan. A més de complir les seves tasques docents, Sōseki va publicar haikus i poesia xinesa en diversos diaris i publicacions periòdiques. Va dimitir del seu càrrec el 1896 i va començar a ensenyar a la Cinquena Escola Secundària de Kumamoto (ara part de la Universitat de Kumamoto ). El 10 de juny d'aquell any, es va casar amb Nakane Kyōko.

## Carrera literària
La carrera literària de Sōseki va començar el 1903, quan va començar a contribuir amb haikus, renku (versos enllaçats d'estil haiku), haitaishi (versos enllaçats sobre un tema establert) i esbossos literaris a revistes literàries, com ara la destacada Hototogisu, editada pel seu antic mentor Masaoka Shiki, i més tard per Takahama Kyoshi. Tanmateix, va ser l'èxit públic de la seva novel·la satírica Sóc un gat el 1905 el que li va valer una àmplia admiració pública, així com l'aclamació de la crítica.
Va continuar aquest èxit amb contes, com ara "Rondon tō" ("Torre de Londres") el 1905 i les novel·les Botchan ("Petit Mestre") i Kusamakura ("Coixí d'herba") el 1906, que van establir la seva reputació i que li van permetre deixar el seu lloc a la universitat per un lloc a l'Asahi Shimbun el 1907 i començar a escriure a temps complet. Gran part de la seva obra tracta de la relació entre la cultura japonesa i la cultura occidental. Les seves primeres obres, en particular, estan influenciades pels seus estudis a Londres; la seva novel·la Kairo-kō va ser el primer i únic tractament important en prosa de la llegenda artúrica en japonès. Va començar a escriure una novel·la un any abans de la seva mort per una úlcera d'estómac el 1916. Després de la seva mort, el seu cervell i estómac van ser donats a la Universitat de Tòquio, i el seu cervell s'ha conservat com a exemplar allà.
Sōseki es va interessar molt pels escriptors del grup literari Shirakaba (Bedoll Blanc). En els seus darrers anys, autors com Akutagawa Ryūnosuke i Kume Masao es van convertir en seguidors propers del seu estil literari com a deixebles seus.

## Obres
- Jo el gat (1905)
- La torre de Londres (1905)

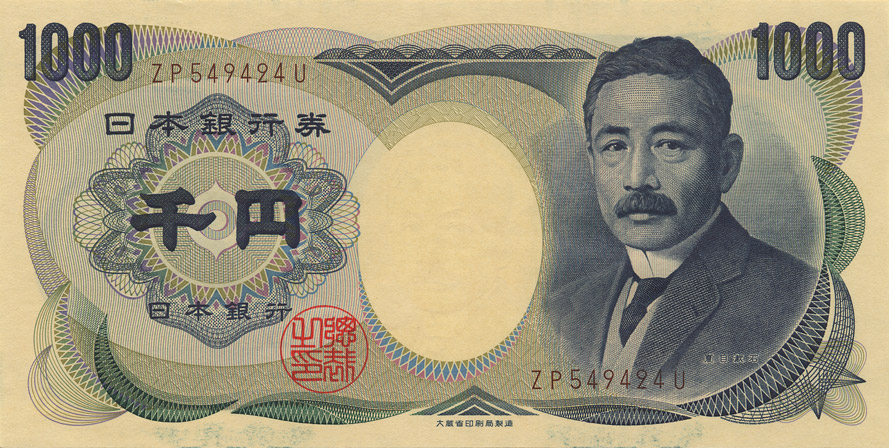
Billet de 1.000 iens amb la imatge de Natsume Sōseki

- Botxan (1906) - Finalista del Premi Llibreter de narrativa de 2008.
- Coixí d'herba (1906)
- L'herència del gust (1906)
- El dia 210 (1906)
- La rosella (1907)
- El miner (1908)
- Deu nits de somnis (1908)
- Sanshiro (1908)
- I llavors... (1909)
- La porta (1910)
- Miscel·lània primaveral (1910)
- A l'equinocci de primavera i més enllà (1912)
- El camí del far (1912)
- Kokoro (1914)
- El meu individualisme (un discurs famós) (1914)
- Herba al costat del camí (1915)
- En les meves portes de cristall (1915)
- Llum i foscor (1916, inacabada)